# Bauhinia platypetala
Bauhinia platypetala är en ärtväxtart som beskrevs av George Bentham. Bauhinia platypetala ingår i släktet Bauhinia och familjen ärtväxter. Inga underarter finns listade i Catalogue of Life.